# 계곡산개구리
계곡산개구리(학명: Rana huanrensis)는 개구리과 개구리속에 속하는 개구리의 일종이다. 중국 랴오닝성, 지린성, 한반도에 서식한다. 랴오닝성 환런현에서 처음 발견되었다. 북방산개구리(Rana dybowskii)와 가까운 관계로, 1991년 이전에 수집된 많은 계곡산개구리 표본이 북방산개구리로 잘못 동정되었다. 배의 색깔과 울음주머니가 없다는 특징으로 북방산개구리와 구별할 수 있다.

## 형태
뚜렷한 흑색 반문이 눈 뒤쪽에만 있고 눈 앞쪽에는 없어서 한국산개구리(R. coreana)와 잘 구별된다. 이 특징만으로는 북방산개구리(R. dybowskii)와 구별하기 어렵지만, 복부와 턱밑의 바탕색이 미색이며 흑색의 작은 반문들이 산재해 있어 바탕색이 우윳빛인 북방산개구리와 구별된다. 또 번식기에 암수 모두 턱 밑과 복부 주위에 초록색 반문들이 나타나며 수컷은 턱 밑에 울음주머니가 없어 북방산개구리와 구별된다. 암수 간에 체구 차이가 거의 없으며 수컷은 교배를 위해 앞다리가 잘 발달되었고 번식기가 되면 앞다리의 첫 번째 손가락에 육괴가 나타난다. 유생 양 눈은 등쪽에 있으며, 분수공은 몸통 측면에 있고, 꼬리에는 얼룩덜룩한 무늬가 없어 북방산개구리 유생과 구분된다. 유생 치식은 4(2-4)/4[1]로 북방산개구리 유생과 같다.

## 생태
한국에서는 전국 내륙의 산간 계곡에 널리 서식한다. 주로 산간 계곡에 있는 하천의 돌 밑에서 월동하는 점은 북방산개구리와 같으나 번식기가 되어도 농지나 하천 주변의 웅덩이로 이동하지 않고 계곡의 물속에 잠겨있는 바위나 계곡 가장자리에 있는 작은 돌 등에 다수의 알로 구성된 알 덩어리를 붙여 산란한다. 산란된 알집은 원형이며 알 덩어리를 구성하는 알들은 서로 단단하게 붙어 있어 북방산개구리의 알 덩어리에 비해 현저히 작고 단단하다(장경 10 cm 이하의 포도송이 모양).

## 사람과의 관계
한국과 중국에서는 계곡산개구리를 식용 또는 약용으로 먹어 왔다. 계곡산개구리의 개체군과 개체수는 감소하는 중이며, 과거에는 식용으로 남획되는 것이 계곡산개구리에 대한 위협 요인으로 여겨졌으나, 현재는 남획되는 정도가 크게 줄어들어 최소관심종으로 평가되었다. 대한민국에서 야생 계곡산개구리는 2005년부터 야생생물 보호 및 관리에 관한 법률에 따라 포획과 식용이 금지되어 있다. 그러나 북방산개구리, 한국산개구리와 마찬가지로 허가받은 양식장에서 기른 것은 식용해도 된다.

## 참고 문헌
- “Rana huanrensis”. 《Amphibian Species of the World 5.0》. 2007년 7월 15일에 원본 문서에서 보존된 문서. 2007년 6월 12일에 확인함.
- Yang, Suh-Yung;  외. (2000). “First record of a Brown Frog Rana huanrenensis (Family Ranidae) from Korea” (PDF). 《Korean Journal of Biological Sciences》 4: 45–50. 2007년 9월 30일에 원본 문서 (PDF)에서 보존된 문서.
- 이 문서에는 국립생물자원관에서 공공누리 제1유형으로 배포된 자료를 바탕으로 한 내용이 포함되어 있습니다.